# Luís III de França
Luís III (c. 863 – 5 de agosto de 882) foi o Rei da Frância Ocidental de 879 até sua morte. Ele era o filho mais velho do rei Luís II de França e sua primeira esposa Ansgarde de Borgonha. Luís assumiu o controle do reino conjuntamente com seu irmão Carlomano II. O seu breve reinado foi marcado por bem-sucedidas campanhas militares contra invasores viquingues e conflito com Bosão da Provença. A sua vitória na Batalha de Saucourt, no ano de 881, em combate com os escandinavos rendeu-lhe homenagem no poema Canção de Ludwig. Luís morreu em 882 devido a ferimentos provocados após cair do seu cavalo ao perseguir uma mulher por diversão. O seu irmão Carlomano se tornou então governante único do reino dos francos ocidentais.

## Sucesso militar
Em 2 de fevereiro de 880, Louis foi derrotado pelo Grande Exército Heathen Viking na Batalha de Lüneburg Heath. Mas, em março de 880 em Amiens, os irmãos dividiram o reino de seu pai, com Luís recebendo a parte norte, chamada Neustria. O outro irmão recebeu a parte sul, e o duque Boso, um dos tenentes de maior confiança de Carlos, o Calvo, renunciou à lealdade a ambos os irmãos e foi eleito rei da Provença.

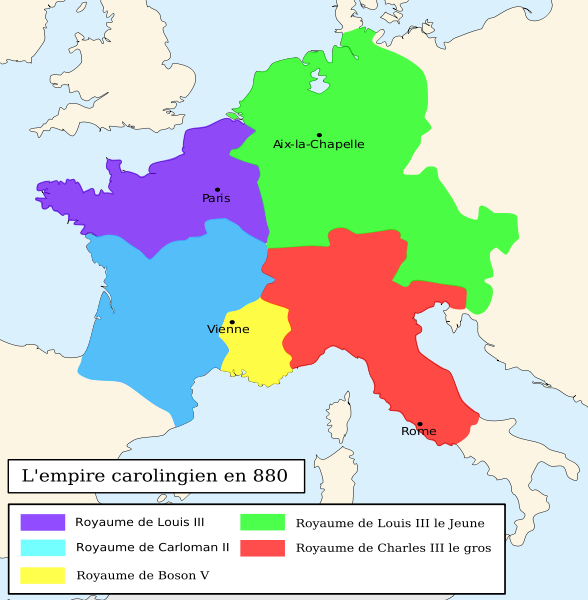
Um mapa que mostra as divisões do Império Carolíngio em 880. Luís e seu irmão Carlomano dividiram o governo da Francia Ocidental ao longo de linhas tradicionais, com Luís controlando Neustria (em roxo) e Carlomano controlando Aquitânia (em azul).
No verão de 880, Carlomano II e Luis III marcharam contra ele e capturaram Mâcon e a parte norte do reino de Boso. Eles uniram suas forças com as de seu primo Carlos, o Gordo, então governando a Francia Oriental e o Reino da Itália , e sitiaram Vienne sem sucesso de agosto a novembro. Em 881, Luís III obteve uma vitória importante contra os invasores Viking, cujas invasões ocorreram desde o reinado de seu avô, na Batalha de Saucourt-en-Vimeu. Um ano depois da batalha, um poeta anônimo a celebrou e o rei por sua destreza e piedade em um curto poema Ludwigslied, composto em alto-alemão antigo.

## Morte e legado
Luís III, na época de seus grandes sucessos, era muito jovem, com apenas 16 a 17 anos. Suas vitórias contra os vikings divertiam o público e ele era amado pela maioria do povo francês.
Enquanto montava em seu cavalo, Luís III morreu em 5 de agosto de 882, com cerca de 17 anos, em Saint-Denis, no centro de seu reino. Ele estava perseguindo uma garota, que se retirava para a casa do pai, quando bateu com a cabeça na verga de uma porta baixa e caiu, fraturando o crânio e matando-o instantaneamente.
Como Luís III não teve filhos, seu irmão Carlomano II se tornou o único rei da Francia Ocidental, e o jovem rei foi sepultado no mausoléu real da Basílica de Saint-Denis.

Apesar de seu curto reinado, Luís III foi muito lembrado durante sua época por suas proezas militares e raramente é mencionado quando comparado a outros reis da França.

## Galeria

Território de Luís III de França em 881.
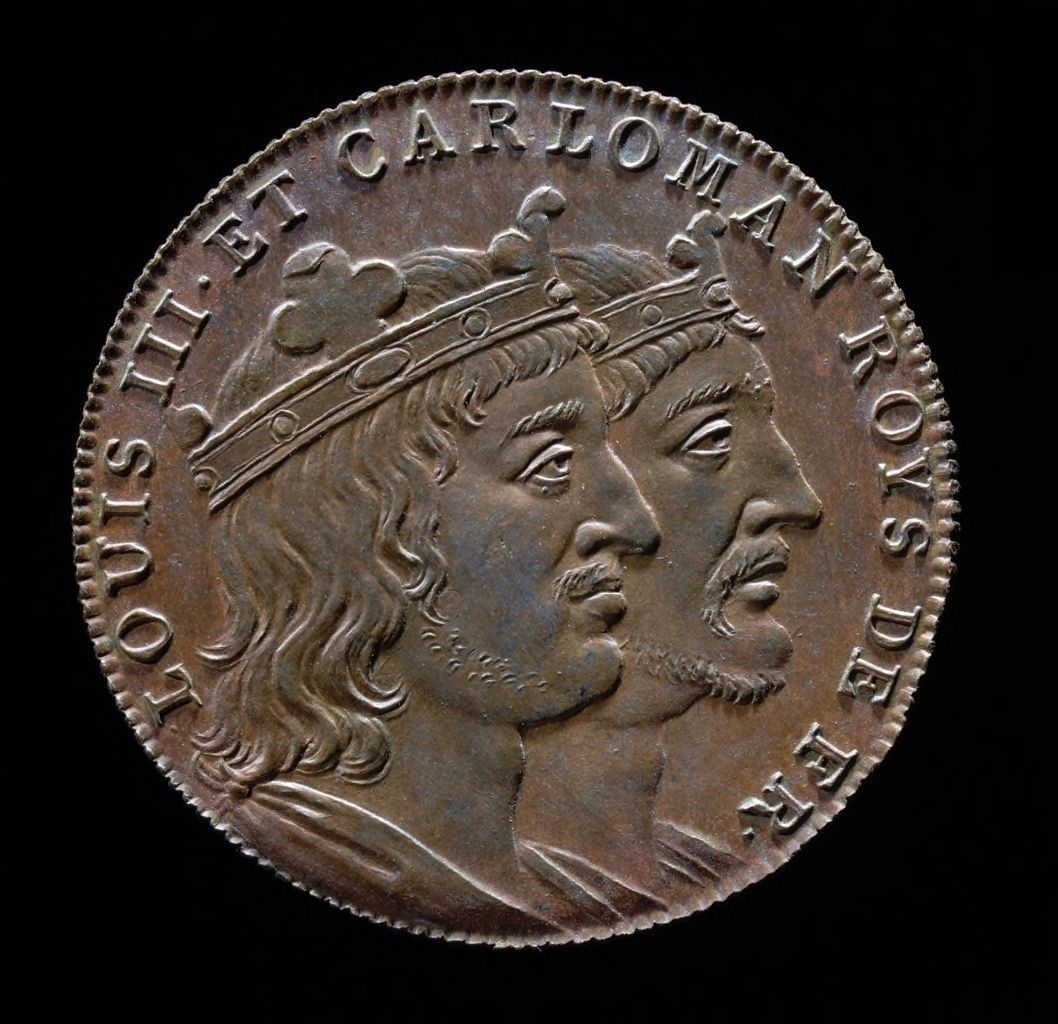
Moeda representando Luís III e Carlomano II.